# Alka velká
Alka velká (Pinguinus impennis) byl nelétavý pták vyhubený během devatenáctého století. Jednalo se o jediný moderní druh z rodu Pinguinus. Navzdory tomuto jménu však nebyla blízkým příbuzným tučňáků, kteří byli objeveni teprve později, a kvůli podobě s alkou velkou takto pojmenováni.
Alka velká hnízdila na skalnatých izolovaných ostrovech se snadným přístupem k oceánu, které oplývaly dostatkem potravy; pro odchov mláďat se tak hodilo pouze několik míst. Mimo období hnízdění žil druh ve vodách severního Atlantiku, například při pobřeží Kanady, Grónska, Islandu, Norska, Faerských ostrovů, Irska, Velké Británie, ale spatřit jej bylo možno i jižněji, jako kupříkladu ve vodách severního Španělska.
Alka velká měřila 75 až 85 cm na výšku a hmotnost činila asi 5 kg, což z ní dělalo druhého největšího zástupce čeledi (větší byli jen zástupci vyhynulého rodu Miomancalla). Zadní část těla byla černá, břicho mělo barvu bílou. Zobák byl silný, pokrytý drážkami, a měl černé zbarvení. Během léta se alkám vytvořily bílé znaky nad očima, v zimě se mezi očima vytvořil pás bílého peří. Křídla byla krátká, měřila jenom 15 cm, a alka tudíž nebyla schopna letu, zato však uměla dobře plavat a ve vodě si lovila i potravu (oblíbenou kořistí byly ryby a korýši). Na souši se pohybovala nemotorně. Druh byl monogamní a jednotlivé páry hnízdily ve velkých koloniích. O jedno vejce bílého zbarvení s hnědými znaky, které samička nakladla na holou skálu, se starali oba rodiče. Mládě se vyklubalo za šest týdnů a během dvou až tří týdnů opouštělo hnízdo; rodiče se však o něj starali i nadále.
Alka velká byla důležitým zvířetem pro původní obyvatele Ameriky, a to jak jako zdroj potravy, tak symbolikou. Řada lidí kultury Maritime Archaic (indiánská etnika severoatlantického pobřeží) byla nalezena pohřbená s kostmi těchto ptáků. Evropané, především námořníci, začali později alku velkou využívat jako zdroj masa či jako rybářskou návnadu, což vedlo ke snižování populací. V Evropě byl druh velmi žádaný (zvláště jeho prachové peří), což způsobilo do poloviny 16. století velkou redukci evropské populace těchto ptáků. Přestože si vědci v 18. a na počátku 19. století začali uvědomovat, že druh mizí, a pokoušeli se o kroky pro jeho záchranu, ty se ukázaly býti neúčinné.
Větší vzácnost zvýšila zájem evropských muzeí a soukromých sběratelů, kteří se snažili o získání kůží a vajec alk velkých. Dne 3. června 1844 byl na ostrůvku Eldey blízko Islandu zabit poslední hnízdící pár a v roce 1852 byl pravděpodobně druh naposledy pozorován. 
Do dnešních dnů se v muzejních sbírkách po celém světě dochovalo 78 exemplářů alky velké. Národní muzeum v Praze má kromě dospělce též vzácný exeplář mladého nevybarveného jedince.
Alka velká má své místo v kultuře jako součást několika románů (například Ostrov tučňáků od Anatola France) a její jméno nese odborné ornitologické periodikum The Auk.